# Eurypepla jamaicensis
Eurypepla jamaicensis is een keversoort uit de familie bladkevers (Chrysomelidae). De wetenschappelijke naam van de soort werd in 1758 als Cassida jamaicensis gepubliceerd door Carl Linnaeus.